# Wspólnota administracyjna Stötten am Auerberg
Wspólnota administracyjna Stötten am Auerberg – wspólnota administracyjna (niem. Verwaltungsgemeinschaft) w Niemczech, w kraju związkowym Bawaria, w rejencji Szwabia, w regionie Allgäu, w powiecie Ostallgäu. Siedziba wspólnoty znajduje się w miejscowości Stötten am Auerberg. Wspólnota powstała 1 stycznia 1994.
Wspólnota administracyjna zrzesza dwie gminy wiejskie (Gemeinde): 
- Rettenbach am Auerberg, 805 mieszkańców, 12,92 km²
- Stötten am Auerberg, 1 835 mieszkańców, 40,75 km²